# Glyceria jansenii
Glyceria jansenii là một loài thực vật có hoa trong họ Hòa thảo. Loài này được P.Fourn. mô tả khoa học đầu tiên năm 1935.